# Hirata Tosuke
Il conte Hirata Tosuke (平田 東助?, Hirata Tosuke; Yonezawa, 2 marzo 1849 – Zushi, 14 aprile 1925) è stato uno statista giapponese, attivo nei periodi Meiji e Taishō dell'Impero giapponese, che ricoprì anche la carica di Lord del sigillo imperiale.

## Biografia
Hirata nacque nel dominio di Yonezawa, provincia di Dewa (attualmente prefettura di Yamagata) come figlio di un samurai locale. Fu mandato dal dominio a Edo per gli studi, e successivamente combatté nella Guerra Boshin dalla parte dell'Ōuetsu Reppan Dōmei. Dopo la restaurazione Meiji, gli fu ordinato dal dominio di andare a Tokyo e di studiare presso il Daigaku Nankō (predecessore dell'Università imperiale di Tokyo). Dopo essersi laureato, fu membro come studente della missione Iwakura del 1871 insieme a Makino Nobuaki. In seguito rimase in Germania a studiare all'Università di Heidelberg (dove he studiò politica e diritto internazionale) e all'Università di Lipsia (dove studiò diritto commerciale). Fu il primo giapponese a conseguire un dottorato.
Hirata ritornò in Giappone nel 1876 e ricoprì varie cariche nel Ministero delle finanze del nuovo governo Meiji, e in seguito divenne Direttore dell'Ufficio di documentazione del Gran Consiglio (Daijō-kan) e Direttore dell'Ufficio legislativo. Nel 1890, fu selezionato come membro della Camera dei pari della nuova Dieta nazionale del Giappone mediante comando imperiale.
Successivamente rivestì importanti cariche, tra le quali Primo segretario del Consiglio privato, Direttore generale dell'Ufficio legislativo, Ministro dell'agricoltura e del commercio nel primo gabinetto Katsura, Ministro dell'interno nel secondo gabinetto Katsura, membro provvisorio della Commissione d'indagine diplomatica e Lord del sigillo imperiale.
Hirata fu anche molto attivo nel movimento delle riforme agricole locali, un programma cooperativo industriale, e in progetti di aiuto alla povertà, che cercavano di proteggere la gente delle campagne locali dall'economia inflattiva dopo la Guerra russo-giapponese e la prima guerra mondiale.